# Les Essards-Taignevaux
Les Essards-Taignevaux là một xã của tỉnh Jura, thuộc vùng Bourgogne-Franche-Comté, miền đông nước Pháp.